# 埃利亚斯·扈利
埃利亚斯·扈利（阿拉伯语：‎，1948年7月12日—2024年9月15日）是一位黎巴嫩小说家、剧作家和批评家。

## 生平
1948年出生于黎巴嫩贝鲁特，目前已出版10部小说、3部戏剧和数部评论著作。

## 文学创作
扈利第一部长篇小说是1975年的An 'ilaqat al-da'ira。随后的《小山》（1977）大获成功，该书的情节设定于黎巴嫩内战。其他出名的著作包括《小甘地之旅》和《太阳之门》（2000）。